# Оливейра-ду-Ошпитал (район)
Оливейра-ду-Ошпитал (порт. Oliveira do Hospital) — район (фрегезия) в Португалии, входит в округ Коимбра. Является составной частью муниципалитета Оливейра-ду-Ошпитал. По старому административному делению входил в провинцию Бейра-Алта. Входит в экономико-статистический субрегион Пиньял-Интериор-Норте, который входит в Центральный регион. Население составляет 4390 человек на 2001 год. Занимает площадь 8,77 км².